# Sparkasse Hellweg-Lippe
Die Sparkasse Hellweg-Lippe ist eine Anstalt des öffentlichen Rechts  mit Sitz in Lippstadt in Nordrhein-Westfalen. Die Sparkasse entstand zum 1. Januar 2023 aus den Sparkassen SoestWerl und Lippstadt. Die fusionierte Sparkasse startete mit einer Bilanzsumme von 5,2 Milliarden Euro und 40 Filialen, von denen 23 personenbesetzt sind.

## Organisationsstruktur
Die Sparkasse entstand zum 1. Januar 2023 aus den Sparkassen SoestWerl und Lippstadt. Träger der Sparkasse ist der Zweckverband der Sparkasse Hellweg-Lippe – Sparkassenzweckverband der Städte Lippstadt, Soest, Werl, Erwitte, Warstein und Rüthen und der Gemeinden Anröchte, Bad Sassendorf, Ense, Lippetal, Möhnesee, Welver und Wickede (Ruhr).
Organe der Sparkasse sind der Verwaltungsrat und der Vorstand.

## Geschäftszahlen
Die Sparkasse Hellweg-Lippe wies im Geschäftsjahr 2023 eine Bilanzsumme von 5,096 Mrd. Euro aus und verfügte über Kundeneinlagen von 3,953 Mrd. Euro. Gemäß der Sparkassenrangliste 2023 liegt sie nach Bilanzsumme auf Rang 89. Sie unterhält 36 Filialen/Selbstbedienungsstandorte und beschäftigt 615 Mitarbeiter.

## Geschichte
Zur Historie der Sparkasse Lippstadt

Zur Historie der Sparkasse Werl

Zur Historie der Sparkasse Soest